# Prosoeca rubicunda
Prosoeca rubicunda är en tvåvingeart som beskrevs av Mario Bezzi 1924. Prosoeca rubicunda ingår i släktet Prosoeca och familjen Nemestrinidae. Inga underarter finns listade i Catalogue of Life.